# Parallé

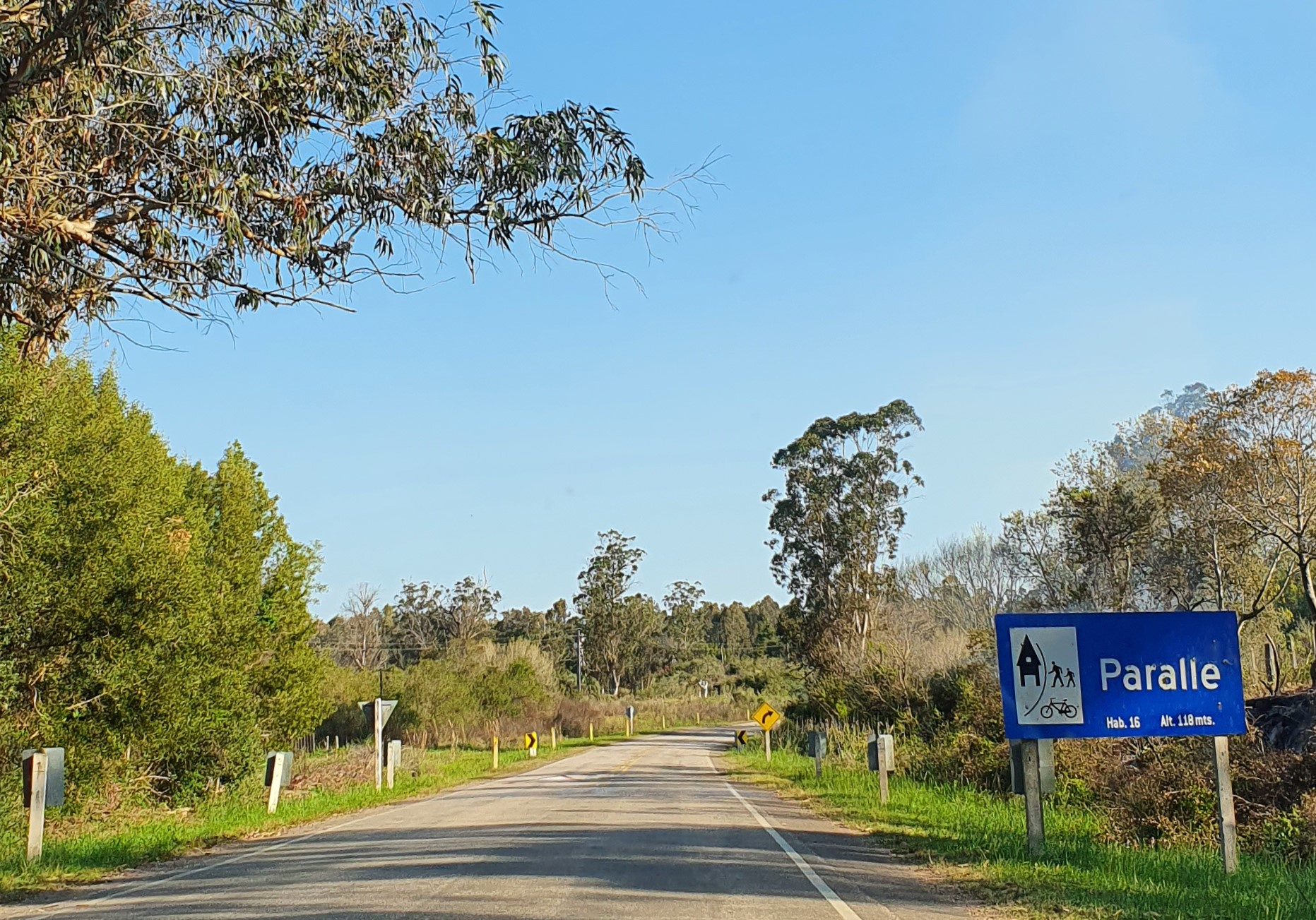
Ortseingang von Parallé, Rocha, Uruguay

Parallé ist eine Ortschaft im Südosten Uruguays.

## Geographie
Sie befindet sich im westlichen Teil des Departamento Rocha in dessen Sektor 9. Sie liegt dabei nördlich der Cuchilla de los Píriz in der Sierra de la India Muerta am Ufer des Arroyo de la India Muerta. Die nächstgelegenen Ansiedlungen sind in einigen Kilometern Entfernung Velázquez im Norden sowie die Departamento-Hauptstadt Rocha im Süden.

## Infrastruktur
Durch San Luis al Medio führt die Ruta 15.

## Einwohner
Parallé hatte bei der Volkszählung im Jahr 2011 16 Einwohner, davon neun männliche und sieben weibliche.
| Jahr | Einwohner |
| ---- | --------- |
| 1963 | 100       |
| 1975 | 74        |
| 1985 | 42        |
| 1996 | 34        |
| 2004 | 35        |
| 2011 | 16        |

Quelle: Instituto Nacional de Estadística de Uruguay